# Tibouchina striphnocalyx
Tibouchina striphnocalyx là một loài thực vật có hoa trong họ Mua. Loài này được (DC.) Gleason miêu tả khoa học đầu tiên năm 1950.